# Heterolecta meridarcha
Heterolecta meridarcha är en fjärilsart som beskrevs av Edward Meyrick 1889. Heterolecta meridarcha ingår i släktet Heterolecta och familjen plattmalar. Inga underarter finns listade i Catalogue of Life.